# Norman Lane
Norman D. Lane (* 6. November 1919 in Toronto, Ontario; † 6. August 2014 in Hamilton, Ontario) war ein kanadischer Kanute und Mathematiker.

## Leben
Lane wurde Dritter bei den Kanadischen Meisterschaften des Jahres 1940. Bei den Olympischen Spielen 1948 in London gewann er die Bronzemedaille im Einer-Canadier über 10.000 m. 1950 gewann er die Kanadische Meisterschaft. Zwei Jahre später bei den Olympischen Spielen in Helsinki wurde er Fünfter. Er beendete seine Karriere als Sportler, nachdem er sich für die Olympischen Spiele 1960 nicht qualifiziert hatte.
Lane studierte an der University of Toronto, an der er promoviert wurde. Von 1952 bis 1987  lehrte er Mathematik an der McMaster University in Hamilton (Ontario).
Mit seiner Frau Doris war er 71 Jahre verheiratet. Das Paar hatte fünf Söhne.
Lane hatte eine Schwester und zwei Brüder. Sein Bruder Ken Lane (1923–2010) war ebenfalls Kanute. Er gewann 1952 in Helsinki eine Silbermedaille.